# Campeonato Mundial de Piragüismo en Aguas Tranquilas de 2017
El XLIII Campeonato Mundial de Piragüismo en Aguas Tranquilas se celebró en Račice (República Checa) entre el 23 y el 27 de agosto de 2017 bajo la organización de la Federación Internacional de Piragüismo (ICF) y la Federación Checa de Piragüismo.
Las competiciones se realizaron en el canal de piragüismo ubicado en la localidad checa.

## Calendario
Hora local de la República Checa (UTC+2).
| Fecha        | Hora        | Pruebas                                                                                                 |
| ------------ | ----------- | --- |
| 23 de agosto | 17:00       | Ceremonia de apertura                                                                                   |
| 24 de agosto | 08:30–13:30 | Series 200 m, 500 m y 1000 m                                                                            |
| 24 de agosto | 15:30–19:10 | Semifinales 200 m, 500 m y 1000 m                                                                       |
| 25 de agosto | 09:00–13:50 | Series 200 m, 500 m y 1000 m                                                                            |
| 25 de agosto | 16:30–18:00 | Semifinales 500 m y 1000 m                                                                              |
| 26 de agosto | 10:30–13:00 | M 200 m (C1, K2), 500 m (C2, K2), 1000 m (K1, C1, K2) F 500 m (K1, K2, C2), 1000 m (K2)                 |
| 26 de agosto | 15:25–17:30 | Semifinales 200 m, 500 m y 1000 m                                                                       |
| 27 de agosto | 10:00–11:55 | M 200 m (K1, C2), 500 m (K1, C1, K4), 1000 m (C2, K4, C4) F 200 m (K1, C1, K2), 500 m (K4), 1000 m (K1) |
| 27 de agosto | 14:30–16:30 | M 5000 m (K1,C1) F 5000 m (K1)                                                                          |

|  | Finales |

## Medallistas

### Masculino
| Evento            | Oro                                                                                     | Plata                                                                                    | Bronce                                                                                      |
| ----------------- | --------------------------------------------------------------------------------------- | ---------------------------------------------------------------------------------------- | ------------------------------------------------------------------------------------------- |
| K1 200 m (27.08)  | Liam Heath Reino Unido 33,733 s                                                         | Aleksejs Rumjancevs Letonia 34,439 s                                                     | Yevgueni Lukantsov · Rusia · 34,639 s                                                       |
| K2 200 m (26.08)  | Balázs Birkás · Márk Balaska · Hungría · 30,912                                         | Carlos Garrote · Cristian Toro · España · 31,278                                         | Marko Novaković Nebojša Grujić Serbia 34,451                                                |
| K1 500 m (27.08)  | Josef Dostál · República Checa · 1:36,520                                               | René Poulsen Dinamarca 1:38,267                                                          | Oleh Kujaryk · Ucrania · 1:38,483                                                           |
| K2 500 m (26.08)  | Rodrigo Germade · Marcus Walz · España · 1:27,979                                       | Bence Nádas · Sándor Tótka · Hungría · 1:29,107                                          | Raman Piatrushenka · Vitali Bialko · Bielorrusia · 1:29,518                                 |
| K4 500 m (27.08)  | Max Rendschmidt · Ronald Rauhe · Tom Liebscher · Max Lemke · Alemania · 1:17,734        | Carlos Garrote · Cristian Toro · Marcus Walz · Rodrigo Germade · España · 1:18,371       | Jakub Špicar · Daniel Havel · Jan Štěrba · Radek Šlouf · República Checa · 1:18,729         |
| K1 1000 m (26.08) | Tom Liebscher · Alemania · 3:27,754                                                     | Fernando Pimenta Portugal 3:27,933                                                       | Josef Dostál · República Checa · 3:28,576                                                   |
| K2 1000 m (26.08) | Milenko Zorić Marko Tomićević Serbia 3:08,647                                           | Peter Gelle · Adam Botek · Eslovaquia · 3:10,725                                         | Daniel Havel · Jakub Špicar · República Checa · 3:10,853                                    |
| K4 1000 m (27.08) | Kenneth Wallace Jordan Wood Riley Fitzsimmons Murray Stewart Australia 2:50,576         | Zoltán Kammerer · Dániel Pauman · Dávid Tóth · Benjámin Ceiner · Hungría · 2:50,931      | Kai Spenner · Lukas Reuschenbach · Kostja Stroinski · Tamas Gecsö · Alemania · 2:53,146     |
| K1 5000 m (27.08) | Fernando Pimenta Portugal 20:46,907                                                     | Max Hoff · Alemania · 20:50,259                                                          | Aleh Yurenia · Bielorrusia · 21:00,828                                                      |
| C1 200 m (26.08)  | Artsiom Kozyr · Bielorrusia · 38,161                                                    | Zaza Nadiradze Georgia 38,439                                                            | Adel Moyalali Irán 38,605                                                                   |
| C2 200 m (27.08)  | Ivan Shtyl · Alexandr Kovalenko · Rusia · 36,088                                        | Michał Łubniewski · Arsen Śliwiński · Polonia · 36,673                                   | Ádám Fekete · Jonatán Hajdu · Hungría · 36,762                                              |
| C1 500 m (27.08)  | Martin Fuksa · República Checa · 1:49,725                                               | Carlo Tacchini · Italia · 1:50,309                                                       | Maxim Piatrou · Bielorrusia · 1:50,583                                                      |
| C2 500 m (26.08)  | Ivan Shtyl · Viktor Melantiev · Rusia · 1:38,868                                        | Victor Mihalachi · Leonid Carp · Rumania · 1:39,796                                      | Sergiu Craciun · Nicolae Craciun · Italia · 1:39,979                                        |
| C1 1000 m (26.08) | Sebastian Brendel · Alemania · 3:50,503                                                 | Martin Fuksa · República Checa · 3:51,303                                                | Isaquias Queiroz · Brasil · 3:52,542                                                        |
| C2 1000 m (27.08) | Peter Kretschmer · Yul Oeltze · Alemania · 3:31,613                                     | Serguey Torres Madrigal · Fernando Jorge Enríquez · Cuba · 3:31,955                      | Viktor Melantiev · Vladislav Chebotar · Rusia · 3:33,123                                    |
| C4 1000 m (27.08) | Sebastian Brendel · Stefan Kiraj · Jan Vandrey · Conrad Scheibner · Alemania · 3:14,893 | Piotr Kuleta · Marcin Grzybowski · Tomasz Barniak · Wiktor Głazunow · Polonia · 3:16,798 | Denys Kamerylov · Vitali Verheles · Eduard Shemetylo · Denys Kovalenko · Ucrania · 3:17,198 |
| C1 5000 m (27.08) | Sebastian Brendel · Alemania · 23:34,796                                                | Serguey Torres Madrigal · Cuba · 23:37,312                                               | Mateusz Kamiński · Polonia · 23:42,522                                                      |

1. ↑  El ganador de la medalla de plata, el húngaro Bence Horváth, fue descalificado por dopaje.[2]

### Femenino
| Evento            | Oro                                                                                        | Plata                                                                                      | Bronce                                                                       |
| ----------------- | ------------------------------------------------------------------------------------------ | ------------------------------------------------------------------------------------------ | ---------------------------------------------------------------------------- |
| K1 200 m (27.08)  | Lisa Carrington Nueva Zelanda 38,433 s                                                     | Emma Jørgensen Dinamarca 39,001 s                                                          | Špela Ponomarenko Janić Eslovenia Milica Starović Serbia 39,564 s            |
| K2 200 m (27.08)  | Réka Hagymási · Ágnes Szabó · Hungría · 37,445                                             | Susanna Cicali · Francesca Genzo · Italia · 37,508                                         | Angela Hannah Hannah Brown Reino Unido 37,993                                |
| K1 500 m (26.08)  | Volha Judzenka · Bielorrusia · 1:48,421                                                    | Lisa Carrington Nueva Zelanda 1:48,710                                                     | Emma Jørgensen Dinamarca 1:50,465                                            |
| K2 500 m (26.08)  | Lisa Carrington Caitlin Ryan Nueva Zelanda 1:38,687                                        | Franziska Weber · Tina Dietze · Alemania · 1:40,582                                        | Špela Ponomarenko Janić Anja Osterman Eslovenia 1:40,804                     |
| K4 500 m (27.08)  | Tamara Takács · Erika Medveczky · Krisztina Fazekas-Zur · Ninetta Vad · Hungría · 1:29,784 | Tina Dietze · Franziska Weber · Steffi Kriegerstein · Sabrina Hering · Alemania · 1:30,084 | Aimee Fisher Caitlin Ryan Kayla Imrie Lisa Carrington Nueva Zelanda 1:30,215 |
| K1 1000 m (27.08) | Alyce Burnett Australia 3:55,971                                                           | Karin Johansson · Suecia · 3:58,181                                                        | Rachel Cawthorn Reino Unido 3:59,036                                         |
| K2 1000 m (26.08) | Ramóna Farkasdi · Erika Medveczky · Hungría · 3:37,149                                     | Tabea Medert · Melanie Gebhardt · Alemania · 3:42,061                                      | Justyna Iskrzycka · Paulina Paszek · Polonia · 3:42,838                      |
| K1 5000 m (27.08) | Dóra Bodonyi · Hungría · 23:17,862                                                         | Tabea Medert · Alemania · 23:19,214                                                        | Lani Belcher Reino Unido 23:28,236                                           |
| C1 200 m (27.08)  | Laurence Vincent-Lapointe · Canadá · 45,478                                                | Olesia Romasenko · Rusia · 46,136                                                          | Kincső Takács · Hungría · 47,178                                             |
| C2 500 m (26.08)  | Katie Vincent · Laurence Vincent-Lapointe · Canadá · 1:56,752                              | Irina Andreyeva · Olesia Romasenko · Rusia · 1:57,264                                      | Kamila Bobr · Alena Nazdrova · Bielorrusia · 1:57,858                        |

## Medallero
| Núm. | País            | Oro | Plata | Bronce | Total |
| ---- | --------------- | --- | ----- | ------ | ----- |
| 1    | Alemania        | 6   | 5     | 1      | 12    |
| 2    | Hungría         | 5   | 2     | 2      | 9     |
| 3    | Rusia           | 2   | 2     | 2      | 6     |
| 4    | República Checa | 2   | 1     | 3      | 6     |
| 5    | Nueva Zelanda   | 2   | 1     | 1      | 4     |
| 6    | Bielorrusia     | 2   | 0     | 4      | 6     |
| 7    | Australia       | 2   | 0     | 0      | 2     |
| 7    | Canadá          | 2   | 0     | 0      | 2     |
| 9    | España          | 1   | 2     | 0      | 3     |
| 10   | Portugal        | 1   | 1     | 0      | 2     |
| 11   | Reino Unido     | 1   | 0     | 3      | 4     |
| 12   | Serbia          | 1   | 0     | 2      | 3     |
| 13   | Polonia         | 0   | 2     | 2      | 4     |
| 14   | Dinamarca       | 0   | 2     | 1      | 3     |
| 14   | Italia          | 0   | 2     | 1      | 3     |
| 16   | Cuba            | 0   | 2     | 0      | 2     |
| 17   | Eslovaquia      | 0   | 1     | 0      | 1     |
| 17   | Georgia         | 0   | 1     | 0      | 1     |
| 17   | Letonia         | 0   | 1     | 0      | 1     |
| 17   | Rumania         | 0   | 1     | 0      | 1     |
| 17   | Suecia          | 0   | 1     | 0      | 1     |
| 22   | Eslovenia       | 0   | 0     | 2      | 2     |
| 22   | Ucrania         | 0   | 0     | 2      | 2     |
| 24   | Brasil          | 0   | 0     | 1      | 1     |
| 24   | Irán            | 0   | 0     | 1      | 1     |
|      | TOTAL           | 27  | 27    | 28     | 82    |